# Reduvioidea
Reduvioidea – nadrodzina pluskwiaków z podrzędu różnoskrzydłych i infrarzędu Cimicomorpha.
Zalicza się tu dwie rodziny:
- Reduviidae Latreille, 1807 – zajadkowate
- Pachynomidae Stål, 1873

Badania filogenetyczne potwierdzają monofiletyzm nadrodziny oraz wskazują, że zajmuje ona pozycję siostrzaną względem reszty Cimicomorpha. Najstarsze szczątki zaliczane do Reduvioidea, nieprzypisane do żadnej z rodzin, pochodzą z jury wczesnej.
Takson kosmopolityczny. Należy tu około 7000 znanych gatunków, z których tylko 15 do Pachynomidae.